# Wolfgang von Czettritz
Wolfgang Adolf Max Georg Freiherr von Czettritz und Neuhauß (* 24. Juni 1897 in Lübeck; † 27. Februar 1943 im KZ Buchenwald) war ein deutscher Offizier, paramilitärischer Aktivist und Opfer des NS-Regimes. Er war bis 1934 Mitglied bis hin zur Führungskraft in der SA und wurde anschließend wegen des Vorwurfs der Homosexualität durch den NS-Staat verfolgt.

## Leben und Tätigkeit

### Frühe Jahre
Czettritz gehörte zu einer aus Schlesien stammenden Adelsfamilie. Sein Vater Bolko (* 1849; † 1901) war ein Berufsoffizier, der es bis zum Oberstleutnant gebracht hatte und in Baden-Baden verstorben war. Seine Mutter hieß Gertrud Meßner (* 1869; † 1948) und stammte aus Berlin, lebte zuletzt in Potsdam.
Nach dem Beginn des Ersten Weltkriegs meldete Czettritz sich als Kriegsfreiwilliger zur preußischen Armee. Noch im selben Jahr erlitt er als Fähnrich bei einem Ulanen-Regiment einen Lungendurchschuss. Im Jahr 1917 erlitt er eine weitere Verletzung. Bei Kriegsende schied er als Oberleutnant aus der Armee aus.
Nach dem Krieg gehörte Czettritz einem Freikorps an. Später betätigte er sich im sogenannten Teja-Bund (Teja-Bund Lübeck), einer rechtsextremen Vereinigung in Norddeutschland. Zeitweise fungierte er sogar als Führer der Organisation in Lübeck. Während dieser Zeit sind erstmals Vorwürfe gegen Czettritz greifbar, dass er homosexuell veranlagt sei, namentlich, dass er sich Mitgliedern des Teja-Bundes in entsprechender Weise genähert habe. Aufgrund entsprechender Gerüchte gab er die Führung des Bundes an einen Mann namens Eggerding ab. Politisch war Czettritz Mitte der 1920er Jahre in der Deutschvölkischen Freiheitspartei organisiert.

### Erste Betätigung in der SA (1929)
Am 13. März 1929 trat Czettritz in die NSDAP ein, in die er mit Aufnahmetag vom 1. April 1929 aufgenommen wurde (Mitgliedsnummer 124.046). Vor allem wurde er zu dieser Zeit auch Mitglied im Straßenkampfverband der NSDAP, der Sturmabteilung (SA).
Vom Sommer 1929 bis November/Dezember 1929 führte Czettritz als „Gausaf.“ die SA in Lübeck. Aufgrund der zu dieser Zeit der Parteileitung der NSDAP in Mecklenburg bekannt werdenden Vorwürfe, dass Czetrittz homosexuell veranlagt sei, entbrannte in den letzten Monaten des Jahres 1929 ein Streit um seine Person zwischen der Gauleitung von Mecklenburg und einigen ihr unterstehenden Gliederungen (insbesondere der Ortsgruppe Schwerin) einerseits und der SA-Führung für Ostdeutschland andererseits. Während die Gauleitung Czettritzs Parteiausschluss betrieb, stellte das SA-Kommando für Ostdeutschland sich schützend vor ihn:
Am 28. November 1929 sprach die Gauleitung den Ausschluss von Czettritz aus der NSDAP aufgrund des § 4c der Parteisatzung aus. Sie berief sich dabei auf den Vorwurf eines Parteimitgliedes, dass Czettritz ihn während der gemeinsamen Zugehörigkeit zum Teja-Bund 1924 unsittlich homosexuell berührt habe, sowie auf den Umstand, dass Czettritz es unterlassen hatte, seinen Nachfolger als Führer des Teja-Bundes in Lübeck, der ihn der Homosexualität bezichtigt hatte, zum Duell zu fordern oder wenigstens gerichtlich anzuzeigen. Alten militärischen Ehrvorstellungen folgend argumentierte der Gauleiter Friedrich Hildebrandt, dass eine Person, die nicht den Mut aufbringe, ihre eigene Ehre zu verteidigen als SA-Führer nicht zu gebrauchen sei. Die Entfernung Czettritz aus der Partei hielt Hildebrandt für geboten, da er annahm, dass es der Partei schwer schaden könnte, wenn Czettritzs Homosexualität politischen Gegnern bekannt werden und von diesen für propagandistische Angriffe auf die NSDAP in der Presse genutzt werden würde.
Der SA-Kommandeur von Ostdeutschland Walther Stennes und insbesondere Stennes’ Adjutant Walter Jahn versuchten Czettritz demgegenüber vor den Maßnahmen der Parteileitung zu schützen: Jahn beharrte darauf, dass die Vorwürfe gegen Czettritz nicht geklärt seien und dass er bis zu ihrer Klärung weiterhin Führer der Standarte bliebe. Der Gauleiter Hildebrandt erklärte demgegenüber, dass Czettritzs Ausschluss zu Recht bestände. Während Parteifunktionäre in Mecklenburg die Zusammenarbeit mit Czettritz daher ablehnten, reiste Jahn in die Stadt und erklärte bei SA-Versammlungen, dass ein Mitglied des Gau-USchla seine Unterschrift zum Ausschluss Czettritz zurückgenommen habe und dieser somit nicht wirksam sei. Zu den über Czettritz umlaufenden Gerüchten erklärte er, dass an diesen nichts dran sei. Außerdem ging er – den auch losgelöst von dieser speziellen Einzelangelegenheit damals bestehenden allgemein-grundsätzlichen Gegensatz zwischen Parteiführung und SA-Führung scharf voran treibend – auf Konfrontationskurs mit der Gauleitung, indem er SA-Mitgliedern in Lübeck verbot, weiterhin an Sektionsversammlungen der Parteiorganisation teilzunehmen und ihnen Ausschluss aus der SA androhte, wenn sie dieser Weisung zuwiderhandeln sollten. Jahns Chef Stennes bestätigte durch ein Telegramm, dass Czettritz Führer der Standarte bleibe. Später stellte die SA-Führung sich auf den Standpunkt, dass Czettritz aufgrund seines SA-Ranges als NSDAP-Mitglied zur Sektion Reichsleitung der NSDAP und nicht zum Gau Mecklenburg gehöre und dass die Gauleitung oder der Untersuchungs- und Schlichtungsausschuss des Gaues daher nicht befugt seien, Czettritz (da dieser als Parteimitglied nicht unter ihre Zuständigkeit falle) aus der Partei auszuschließen. Das Oberste Parteigericht der NSDAP schloss sich dieser Auffassung an.
Spätestens zur Jahreswende 1929/1930 hatte Czettritz die Führung der SA in Lübeck jedoch effektiv abgegeben. Er reichte auch eine Klage gegen den ihn am stärksten belastenden Zeugen, einen Mann namens Wengler ein, wobei den erhaltenen Unterlagen nicht zu entnehmen ist, wie der Fall weiter verlief.

### Zweite Betätigung in der SA (1932 bis 1934)
Zu Beginn der 1930er Jahre ist Czettritz als Inhaber der Papiergroßhandlung „Sellschopp & Co.“ in der Alsheide 2 in Lübeck nachweisbar.
Von 1932 bis 1934 war Czettritz abermals in der SA tätig. Wie es ihm gelang, erneut in dieser tätig werden zu können, ist ungeklärt. Eine Beschwerde der Gauleitung Mecklenburg-Lübeck an die Gauleitung Schlesien der NSDAP vom August 1932, dass ihr zu Ohren gekommen sei, dass die SA-Untergruppe Niederschlesien in Liegnitz Czettritz „in einer Art Generalstabsstellung“ bei sich anzustellen beabsichtige, legt aber nahe, dass der Führer der SA-Untergruppe Niederschlesien, Hans Karl Koch ihn begünstigte.
In einer eidesstattlichen Erklärung aus dem Jahr 1955 behauptete der SA-Mann und politische Vagabund Martin Lennings, dass Czettritz und er im Februar 1933 an einer Geheimsitzung im Trompeterschlösschen in Dresden teilgenommen hätten, während der angebliche SA-Angehörige zur Unterstützung der Inbrandsetzung des Reichstagsgebäudes in Berlin, von der Lennings behauptete, dass die SA sie geplant und durchgeführt habe, rekrutiert wurden. Er und Czettritz hätten sich, so Lennings, hieraufhin für das Unternehmen zur Verfügung gestellt. Als Angehörige eines z.b.V.-Kommandos hätten Czettritz, er und ein dritter Mann es dann unternommen, am Abend des 27. Februar 1933 den später im Reichstag als Brandstifter verhafteten Niederländer Marinus van der Lubbe mit einem Kraftwagen von einem SA-Quartier zum Reichstagsgebäude zu fahren und ihn durch einen Nebeneingang ins Gebäude zu bringen und einem dort wartenden Mann zu übergeben.
Seine SA-Akte verzeichnet, dass er 1933 in eine Vertrauensstellung bei dem SA-Brigadeführer Hans Karl Koch kam und als „Agent“ verwandt wurde.
1934 war Czettritz im SA-Hilfswerklager Koblenz-Lützel tätig, wo er Dienst als Kompagnieführer tat, bevor er wegen homosexueller Betätigung seines Postens enthoben wurde. Am 16. Juni 1934 verfügte der Führer der SA-Gruppe Westmark, Czettritzs alter Vorgesetzter Hans-Karl Koch (der zum 1. Mai 1934 von Schlesien in diese Stellung versetzt worden war), den Ausschluss von Czettritz aus der SA unter Zurückversetzung vom Rang eines SA-Sturmführers zum SA-Mann wegen unkameradschaftlichen Verhaltens.

### Verfolgung im NS-Staat

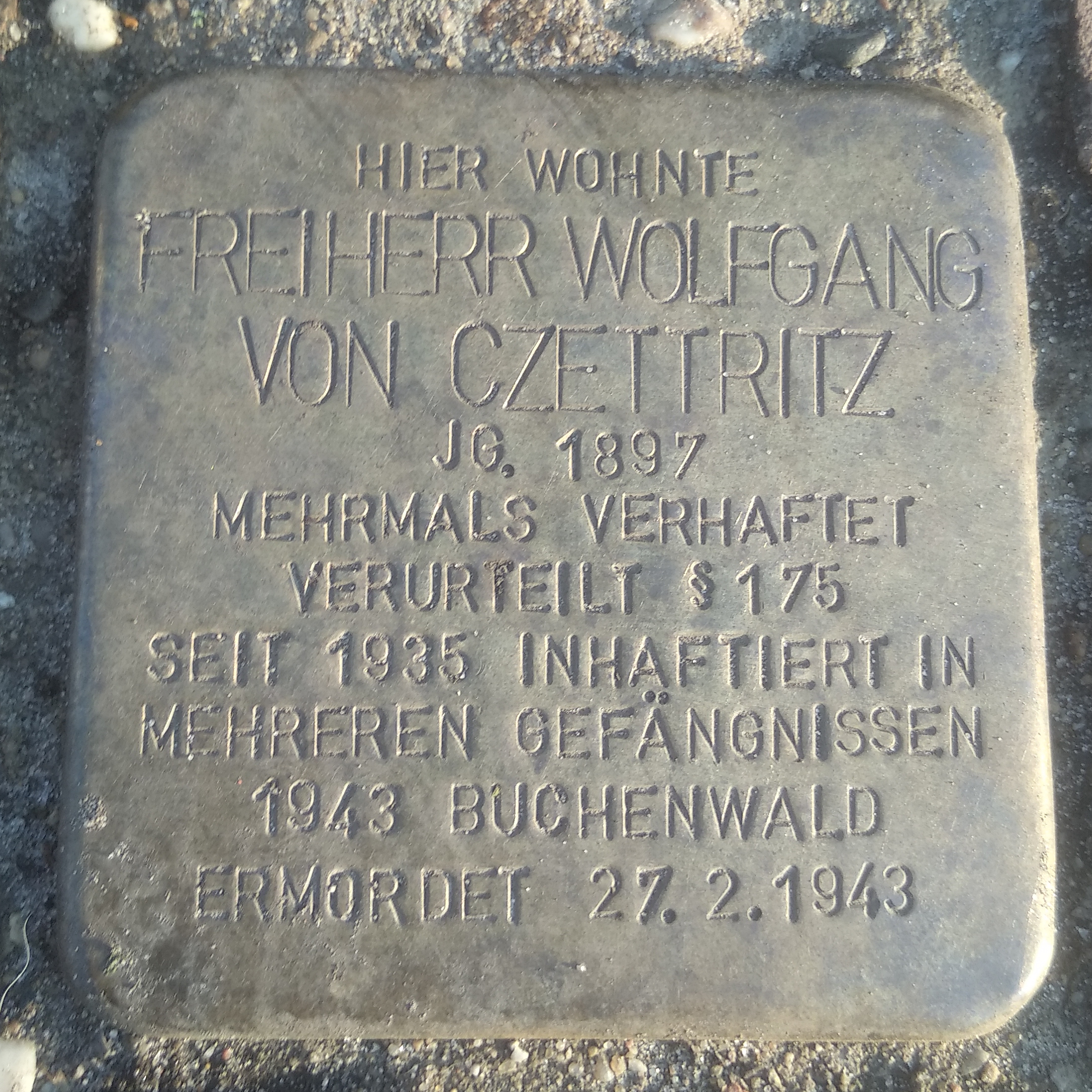

Im November 1934 ging Czettritz über die österreichische Grenze. Ende November 1934 wurde er vom Landgericht in Wien wegen des Verdachtes nationalsozialistischer Betätigung in Verwahrungshaft genommen. Im Verordnungsblatt der Obersten SA-Führung Nr. 43 vom 26. November 1934 wurde er zur Fahndung ausgeschrieben.
Ab März 1935 ermittelte die Geheime Staatspolizei gegen Czettritz aufgrund des Verdachtes, dass er sich mit jüngeren Männern, insbesondere Strichjungen, gleichgeschlechtlich betätigt habe. Im nachfolgenden Prozess vor der Großen Strafkammer des Landgerichts Lübeck wurde er am 5. November 1935 wegen widernatürlicher Unzucht in drei Fällen zu einer Gesamtstrafe von 2 Jahren Gefängnis verurteilt. Eine andere Quelle spricht von einer Strafe von einem Jahr und sieben Monaten. Die Berufung gegen das Urteil wurde zurückgewiesen.
Im Juni 1937 wurde Czettritz aus der Haft entlassen. Er zog sich zu dieser Zeit stark zurück. Im August 1938 wurde er aufgrund einer Anordnung der Polizei in Wien am 23. August 1938 wegen „Besitzes militärischer Aufzeichnungen“ in Schutzhaft genommen. Am 25. September 1938 wurde er ins KZ-Dachau eingeliefert. Nach einer vorübergehender Wiederübergabe an die Polizei wurde er am 10. November 1938 erneut ins KZ Buchenwald überführt. In einer „Veränderungsmeldung“ des Lagers vom 29. November 1938 wurde er unter den Abgängen verzeichnet.
Im Juli 1941 wurde Czettritz in Meiningen abermals verhaftet. Aus einem Transportbuch des Polizeigefängnisses Hamm geht hervor, dass er zu dieser Zeit von Papenburg im Emsland ins KZ Buchenwald gebracht wird. Seine erneute Einlieferung in Buchenwald ist unterm 14. Januar 1943 verzeichnet (Häftlingsnummer 4170).
Czettritz starb am 27. Februar 1943 in Buchenwald. Seine offizielle Todesursache wurde Angina pectoris angegeben. Seine Häftlingsunterlagen verzeichnen, dass er zuvor zweimal versucht hatte, sich durch Erhängen (einmal im Block und einmal in seiner Arbeitsstelle) und einmal durch Aufschneiden der Pulsadern zu töten. Weiter wurde berichtet, dass er seine Besitzgegenstände an andere Häftlinge verschenkte und erklärte, an einer unheilbaren Krankheit zu leiden, von der er sich durch Tod befreien wolle.
Am 15. Oktober 2020 wurde vor dem Haus Parkstraße 3 in Lübeck ein Stolperstein zur Erinnerung an Czettritz verlegt.

## Ehe und Familie
Ende Oktober 1939 heiratete Czettritz in Berlin Ursula.

## Archivische Überlieferungen
Im Bundesarchiv Berlin haben sich im Bestand des ehemaligen Berlin Document Center eine SA-Akte (R 9361-III/566415) und eine Akte des Obersten Parteigerichts (R 9361-I/8816) zu Czettritz erhalten.